# Pávlos Pavlídis
Pávlos Pavlídis (en grec moderne : Παύλος Παυλίδης), mort en 1968, est un tireur sportif grec.
Il remporte une médaille d'argent olympique en carabine d'ordonnance à 200 m aux Jeux olympiques d'été de 1896 à Athènes.